# Cornelius Essex
Cornelius Essex (fallecido en 1680) fue un bucanero inglés que participó en la expedición de corsario del capitán Bartholomew Sharp, la "Aventura del Pacífico", a fines de la década de 1670.
Aunque se desconoce gran parte de sus primeros años, se sabe por primera vez de su existencia cuando el HMS Hunter lo llevó con su barco, el Gran Delfín, al puerto de Port Royal en noviembre de 1679 y lo juzgó con veinte hombres de su tripulación por "comportarse desenfrenadamente", así como cargos de saqueo de la plantación de la parroquia del mayor Samuel Jenck de St. James por el que otros dos hombres fueron condenados a muerte. Essex, al igual que los otros capitanes, recibió una comisión del gobierno de Jamaica que les otorgó permiso para cortar madera en Campeche en Honduras y partió de Port Morant en diciembre de 1679 con el Capitán John Coxon, Robert Allison, Thomas Mackett, Jean Rose y el Capitán Bournano para reunirsen en las Islas de los Pinos, cerca del este de Panamá, poco después.
Tras la elección de Coxon como jefe del grupo, los corsarios trazaron la antigua ruta que había tomado Sir Henry Morgan en su incursión en Portobelo en 1668. Después de anclar en un cayo desierto, fue uno de los corsarios que participaron en el asalto por tierra a la fortaleza española y estuvo entre los otros treinta muertos en un ataque sorpresa contra la guarnición.